# حارة القص (صنعاء)
حارة القص هي إحدى حارات حي شعوب بمديرية شعوب إحد مديريات العاصمة اليمنية صنعاء، بلغ تعداد سكانها 146 نسمة حسب تعداد اليمن لعام 2004.